# Офакім
Офакім (івр. אֳפָקִים, אופקים) — невелике місто в Південному окрузі Ізраїлю.
Назва міста у дослівному перекладі з івриту означає «обрії, горизонти» — йдеться про те, що освоєння пустелі Негев здатне відкрити перед Ізраїлем нові обрії.

## Загальні дані
Місто розташоване на відстані 24 км на захід від Беер-Шеви у пустельному районі Негев.
Станом на кінець 2007 року в місті проживало 24,7 тис. осіб. 

## Історія
Офакім було засновано в 1955 році в рамках програми освоєння і заселення північної частини пустелі Негев. Першими його мешканцями стали євреї-репатріанти, переважно з країн Північної Африки (зокрема, Марокко і, меншою мірою, Тунісу), а також вихідці з Ірану та Іраку. 
У 1990—2000-х роках в Офакімі поселилось приблизно 10-12 тисяч вихідців із колишнього СРСР, у результаті чого населення Офакіма подвоїлось і досягло 24 тисяч осіб. У Офакімі проживає також невелика (близько тисячі осіб) громада ультрарелігійних євреїв (так званих «харедім»), переважно вихідців із США. 
У 2001 році Офакім отримав статус міста (згідно з чинним ізраїльським законодавством населений пункт, чисельність населення якого перевищить 20 тисяч осіб, отримує статус міста).

## Інфраструктура і стандарти життя
Система освіти в Офакімі включає 40 дитячих садків, 7 початкових шкіл, де навчаються 3 тис. дітей, 1000 школярів вчаться у 2-х середніх школах (2007).
Життєвий рівень у місті лишається одним з найнижчих по країні.

## Відомі люди
- Гредескул Сергій Андрійович (1942—2023) — український фізик, доктор фізико-математичних наук (1990), лауреат Державної премії УРСР (1985).
- Рахель Едрі (івр. רחל אדרי‎; н. 1959) — жителька Офакіма, яка в перші години раптової атаки ХАМАСу на Ізраїль 7 жовтня 2023 року виявилася заручницею терористів ХАМАСу та врятувала своє життя й життя свого чоловіка Давида Едрі.